# Labergement-lès-Auxonne
 Labergement-lès-Auxonne  là một xã ở tỉnh Côte-d’Or trong vùng Bourgogne, phía đông nước Pháp. Khu vực này có độ cao từ 180-186 mét trên mực nước biển.